# Siva
Siva (czyt. "sziwa") – piosenka i trzeci singel z Gish, debiutanckiego albumu The Smashing Pumpkins. Jedna z wersji utworu weszła także w skład EPki Peel Sessions. Powstał do niej także pierwszy oficjalnie wydany teledysk grupy.
W jednym z wywiadów Billy Corgan przyznał, że wymyślił nazwę dla piosenki przed napisaniem jej, podpisał nią dziesiątki taśm, a nawet rozważał nazwanie tak zespołu. W swojej kolumnie w magazynie Guitar World dodał, że główny riff stworzył, gdy grał na gitarze akustycznej podczas pracy w sklepie muzycznym.
Początkowo Corgan nazwał piosenkę "Shiva", nawiązując do tantrycznej Koncepcji Śiwy i Śakti jako przeciwstawnych sił męskiej i żeńskiej. Gdy doszedł do wniosku, że jaśniej kojarzy się ona z hinduskim bogiem Śiwą, w celu uniknięcia nawiązania usunął z nazwy literę "h".

## Lista utworów
1. "Siva"
2. "Window Paine"